# Christos Markopulos
Christos Markopulos (gr. Χρίστος Μαρκόπουλος; ur. 24 grudnia 1924 lub 1 stycznia 1925 w Atenach, zm. 21 lipca 2017) – grecki polityk, chemik i nauczyciel akademicki, parlamentarzysta krajowy i eurodeputowany I kadencji, w latach 1988–1989 minister.

## Życiorys
Jego rodzice byli uciekinierami z Konstantynopola. Podczas II wojny światowej walczył w lewicowej młodzieżowej partyzantce EPON. W 1952 ukończył studia chemiczne na Uniwersytecie Narodowym im. Kapodistriasa w Atenach, odbył studia specjalistyczne z radiochemii na University of Leicester oraz badania w laboratoriach Harwell, Saclay i Oak Ridge National Laboratory. W 1960 uzyskał doktorat na macierzystej uczelni, objął stanowisko profesorskie na Politechnice Narodowej w Atenach. Pracował w krajowym laboratorium nuklearnym „Demokritos” jako kierownik zespołu laboratoryjnego i dyrektor. Działał także jako sekretarz generalny greckiego stowarzyszenia chemików i szef krajowego zrzeszenia badaczy tematyki nuklearnej. Autor książek z zakresu chemii i chemii nuklearnej. W 1969 w ramach represji junty czarnych pułkowników zakazano mu wyjazdu z kraju i pozbawiono pracy. W 1973 anulowano te sankcje, wyjechał wówczas jako badacz na Uniwersytet w Bolonii i Uniwersytet Techniczny w Darmstadt. W 1974 powrócił do pracy w „Demokritos”, prowadząc badania nad radioimmunologią.
Od 1963 do 1967 współpracował z Andreasem Papandreu. W 1975 został członkiem komitetu centralnego Ogólnogreckiego Ruchu Socjalistycznego, działał także w powiązanych z PASOK organizacjach społecznych. W wyborach w 1981 wybrany posłem do Parlamentu Europejskiego, od 1984 do 1985 był koordynatorem ds. Europie Zachodniej. W latach 1985–1989 zasiadał w Parlamencie Hellenów IV kadencji, zasiadał także w Zgromadzeniu Parlamentarnym Rady Europy. Od czerwca 1988 do lipca 1989 pozostawał ministrem bez teki ds. organizacji międzynarodowych w rządzie Andreasa Papandreu. W kolejnych 90. zaangażowany w organizacje działające na rzecz współpracy wewnątrz Półwyspu Bałkańskiego.